# Bestik (opdækning)
 For alternative betydninger, se Bestik. (Se også artikler, som begynder med Bestik)
Bestik i betydningen "sæt af spiseredskaber" er en ny del af europæisk spisekultur. Opfattelsen af, hvad der hører til et fuldstændigt bestik, har ændret sig meget, og blev først endeligt fastlagt i det 18. århundrede for overklassens vedkommende. De lavere klasser skaffede sig ikke fuldt bestik før i slutningen af det 19. århundrede, da det lykkedes at producere bestik i billige legeringer. 
Et grundbestik består af 
- Ske
- Kniv (Bordkniv)
- Spisegaffel

Der findes et stort antal bestiksæt og i meget specialiserede udgaver, så en opdækning kan bestå af flere sæt redskaber. Der findes flere end 200 forskellige bestikmønstre  i Danmark.